# 643 Шехерезада
643 Шехерезада (лат. 643 Scheherezade) је астероид са пречником од приближно 71,57 .
Афел астероида је на удаљености од 3,568 астрономских јединица (АЈ) од Сунца, а перихел на 3,140 АЈ.
Ексцентрицитет орбите износи 0,063, инклинација (нагиб) орбите у односу на раван еклиптике 13,767 степени, а орбитални период износи 2243,678 дана (6,142 година).
Апсолутна магнитуда астероида је 9,72 а геометријски албедо 0,044.
Астероид је откривен 8. септембра 1907. године.